# Flagge der Benelux-Union

Andere Version der Benelux-Flagge

Die Flagge der Benelux-Union ist das nicht amtliche Symbol, das von dem Ausschuss für die belgisch-niederländisch-luxemburgischen Zusammenarbeit 1951 in Auftrag gegeben wurde. Die Flagge ist eine Überlagerung der drei Flaggen der Mitgliedstaaten Belgien, Niederlande und Luxemburg. Der rote Streifen ist der Flagge Luxemburgs entlehnt, der blaue Streifen der Flagge der Niederlande und der schwarze Streifen mit dem Löwen im Vordergrund ist dem Wappen Belgiens entlehnt. Der Löwe repräsentiert zudem die Region der Benelux-Länder als ganzes, da alle drei Wappen einen nach heraldisch rechts schauenden Löwen zeigen, den Leo Belgicus.